# Александр Гвоздик — Артур Бетербиев
Александр Гвоздик — Артур Бетербиев — поединок в профессиональном боксе за титулы чемпиона мира по версиям World Boxing Council (WBC), которым владел Александр Гвоздик и International Boxing Federation (IBF), которым владел Артур Бетербиев. Поединок состоялся 18 октября 2019 года на арене Liacouras Center (Филадельфия, штат Пенсильвания, США).

## Предыстория
Первый поединок между Александром Гвоздиком и Артуром Бетербиевым прошёл в рамках любительского турнира «Ahmet Comert Memorial» 15 апреля 2009 года в Стамбуле, Турция. В первом раунде Бетербиев сломал нос Гвоздику, и секунданты украинца сняли его с поединка после окончания этого раунда.
Бетербиев перешёл из любительского в профессиональный бокс в июне 2013 года. До ноября 2017 года он провёл 11 поединков, в которых одержал досрочные победы. 11 ноября 2017 года Бетербиев нокаутировал немецкого спортсмена Энрико Кёллинга (23-1) и завоевал вакантный титул чемпиона мира по версии IBF. С момента завоевания титула и до поединка с Гвоздиком он успел провести две успешные защиты титула — 6 октября 2018 года он нокаутировал американца Каллума Джонсона (17-0) и 4 мая 2019 года победил техническим нокаутом боснийца Радивое Калайджича (24-1).
Гвоздик дебютировал на профессиональном ринге в апреле 2014 года. 17 марта 2018 года проводя свой пятнадцатый профессиональный поединок Гвоздик победил француза Мехди Амара (34-5-2) и завоевал титул временного чемпиона по версии WBC. 1 декабря 2018 года Гвоздик вышел в ринг с «полновесным» чемпионом мира по версии WBC Адонисом Стивенсоном (29-1-1) и нокаутировал его в 11-м раунде. С момента завоевания «полновесного» титула и до боя с Бетербиевым украинец провёл одну успешную защиту титула, победив техническим нокаутом в 5-м раунде француза Дуду Нгумбу (38-8).

## Ход поединка
Бой выдался на редкость плотным и напряжённым. Артур с первого раунда начал прессинговать соперника и выбрасывать большое количество силовых ударов. Гвоздик активно двигался, часто попадал навстречу, но имел проблемы с защитой. В концовке первого раунда рефери ошибочно отсчитал Гвоздику нокдаун. В дальнейшем Александр ещё дважды оказывался на настиле, но счёт открыт не был. В целом Артур по ходу боя выглядел свежее и начиная с середины поединка начал перехватывать инициативу. В девятом раунде Артур взвинтил темп и нанёс множество силовых ударов по голове Гвоздика. Александр с трудом продержался до гонга и в перерыве выглядел неважно. В десятом раунде Артур трижды отправил оппонента в нокдаун, после чего рефери прервал избиение.

## Андеркарт
| Боксёр                   | Итог боя | Боксёр                 | Примечания |
| ------------------------ | -------- | ---------------------- | --- |
| Александр Гвоздик (17-0) | (12)     | Артур Бетербиев (14-0) | Бой за титулы чемпиона мира в полутяжёлом весе по версиям WBC (2-я защита Гвоздика) и IBF (4-я защита Бетербиева). |